# Hikitsuke
 (signalé en mai 2025).
Si vous disposez d'ouvrages ou d'articles de référence ou si vous connaissez des sites web de qualité traitant du thème abordé ici, merci de compléter l'article en donnant les références utiles à sa vérifiabilité et en les liant à la section « Notes et références ».
- Archive Wikiwix
- Bing
- Cairn
- DuckDuckGo
- E. Universalis
- Gallica
- Google
- G. Books
- G. News
- G. Scholar
- Persée
- Qwant
- (zh) Baidu
- (ru) Yandex
- (wd) trouver des œuvres sur Wikidata

Le hikitsuke (引付, littéralement « enquête ») ou hikitsuke-kata (引付方, Haute Cour) est un des organes judiciaires des shogunats de Kamakura et de Muromachi au Japon.
Le hikitsuke est fondé en 1249 par Hōjō Tokiyori, le cinquième shikken, afin de traiter un nombre croissant de poursuites judiciaires. Le hikitsuke est constitué de trois, et plus tard, cinq, tribunaux, chaque tribunal étant dirigé par quatre ou cinq hikitsukeshū (引付众, experts), dont le chef est appelé tōnin (頭人), avec quatre ou cinq bugyōnin (奉行人, secrétaires).
La pouvoir du hikitsuke augmente progressivement. Au début, cette instance rédige plusieurs verdicts après plusieurs auditions et les soumet aux hyojoshu. En soumettant un seul verdict par procès, le hikitsuke devient plus tard de facto un tribunal de plein droit. Il ne traite d'abord que les conflits des gokenin (vassaux) du shogunat, mais par la suite traite des cas plus généraux.
Bien qu'il vise à accélérer les procès et à les rendre équitables, le hikitsuke tend à rendre des décisions toutes prêtes à la fin de l'époque de Kamakura. Les hikitsukeshu sont essentiellement des membres du clan Hōjō. En outre, les hikitsukeshu et les hyojoshu perdent leur pouvoir effectif au profit du yoriai, installé à la résidence du tokusō.
Le shogunat de Muromachi reprend le système du hikitsuke, mais celui-ci perd l'essentiel de sa raison d'être après la mort d'Ashikaga Tadayoshi, qui contrôle l'institution.